# Agriculture à La Réunion

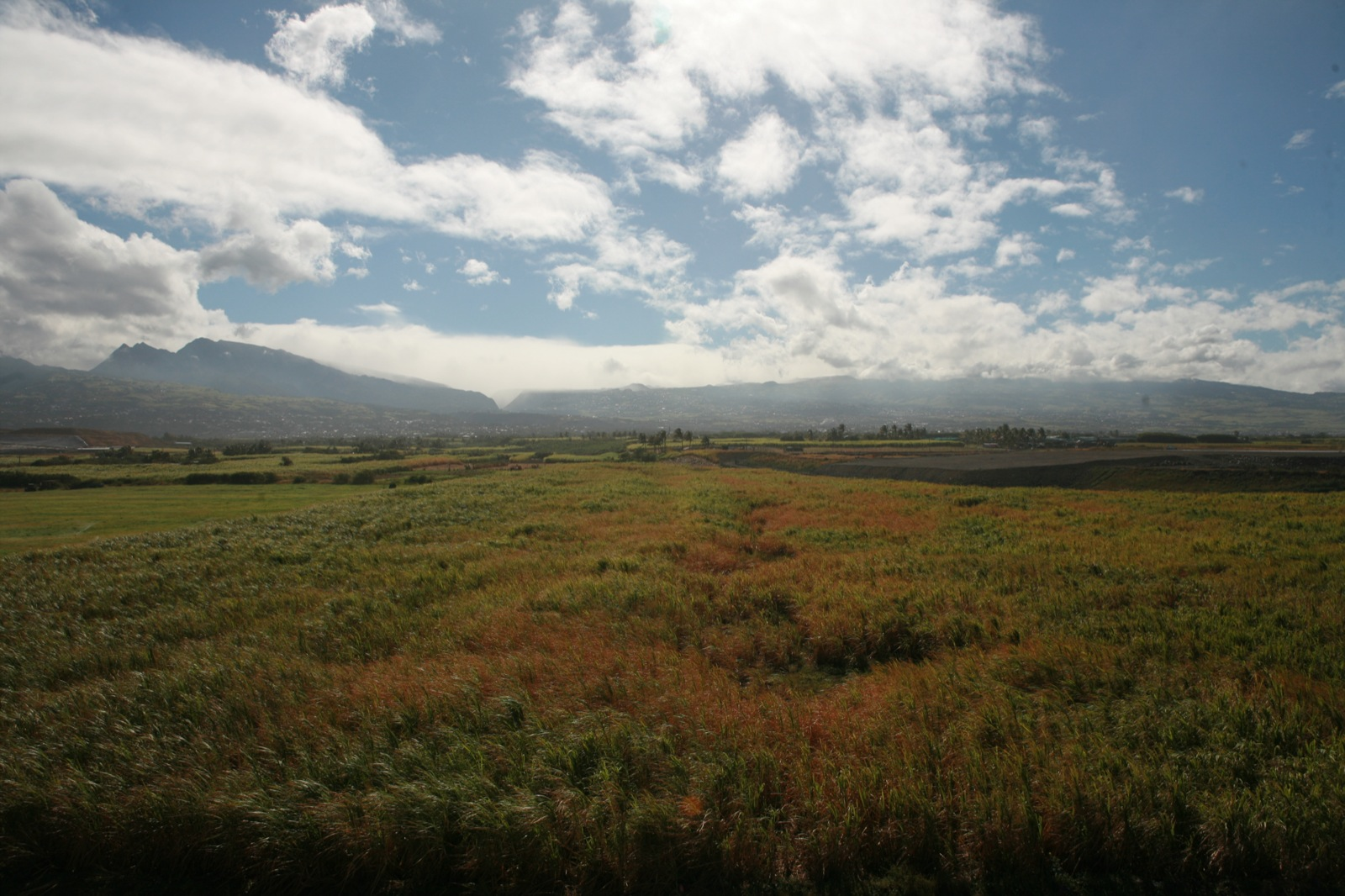
Un champ de cannes à sucre à La Réunion.

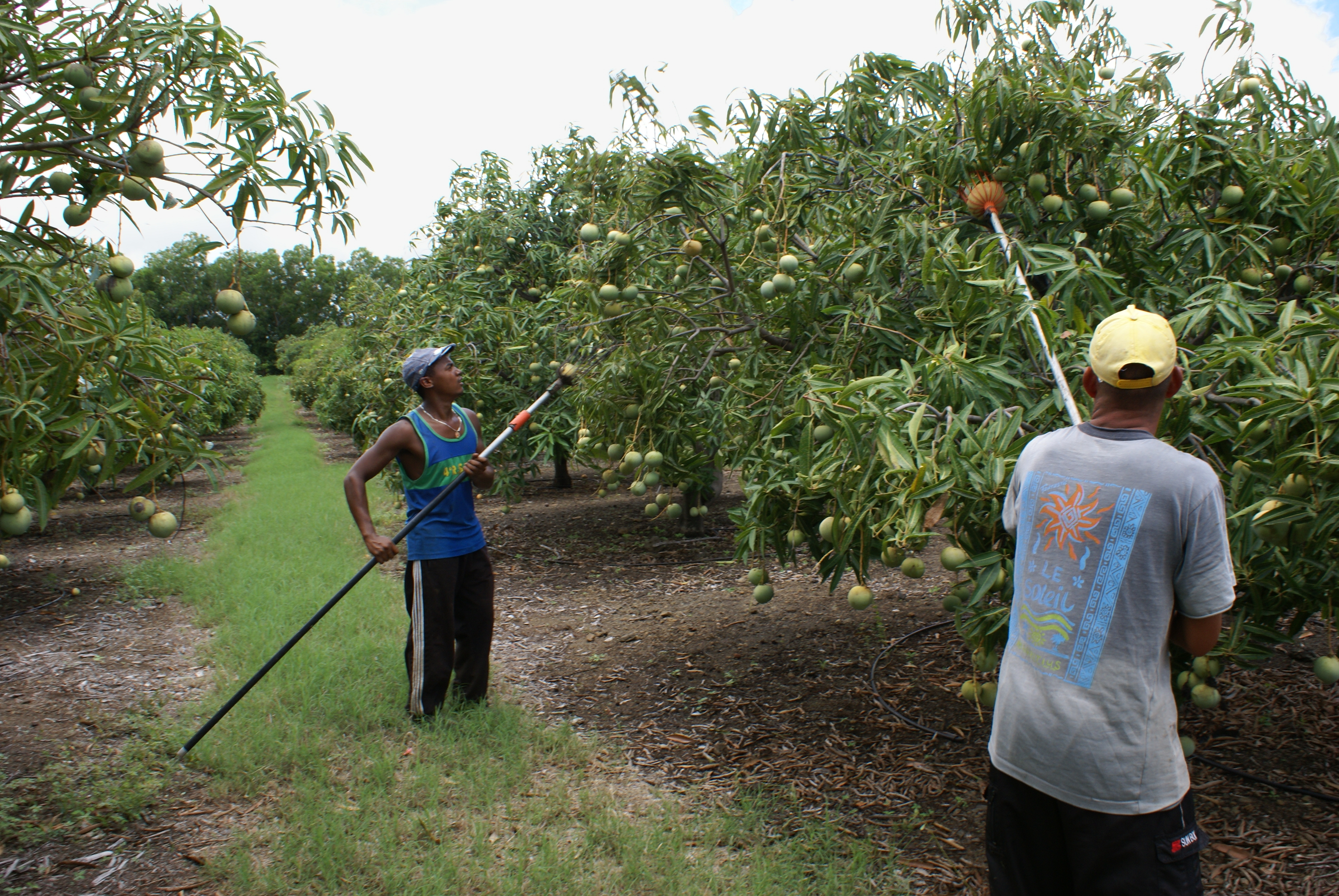
La cueillette des mangues dans une exploitation de La Réunion.

L'agriculture à La Réunion est une activité importante au sein de l'économie de La Réunion: le territoire agricole couvrant 20 % de la surface de l'île occupe 10 % des actifs, dégage 5 % du produit brut régional et lui fournit son premier poste d'exportation (agreste, 2007). Autrefois axée sur la culture du café puis du giroflier, elle est centrée sur celle de la canne à sucre depuis les événements du début du XIXe siècle, à savoir les Grandes avalasses et la prise de La Réunion par les Britanniques. Elle est aujourd'hui confrontée à des enjeux importants liés aux décisions de l'Organisation mondiale du commerce à une échelle internationale et au développement du fait urbain à une dimension locale.

## Caractérisation des exploitations (Agreste, 2007)
L'île de La Réunion compte environ 7 000 exploitations agricoles, dont 5 000 professionnelles. Ces exploitations mobilisent près de 11 000 UTA (quantité de travail annuel d'une personne à temps plein).

### Structure
97 % des exploitations réunionnaises possèdent moins de 20 ha, alors que la moyenne métropolitaine est de 78 ha.
Le statut le plus fréquemment rencontré est celui d'exploitant individuel (97 %).
En 2005, plus de 60 % des chefs d'exploitation étaient âgés de 40 à 59 ans.

### Orientation
Les grandes cultures, largement dominées par la canne à sucre, représentent près de 40 % des exploitations locales.

## Caractérisation de la production agricole (Agreste, 2007)

### Surfaces cultivées
Le territoire agricole réunionnais (SAU) représente 43 692 ha (agreste, recensement agricole 2000).
La culture de canne à sucre occupe à elle seule près de 80 % de ce territoire.

### Production agricole annuelle

#### Production animale
Valeur de la production animale en 2006 : 102 millions d'euros

#### Production végétale
Valeur de la production végétale en 2006 : 254 Millions d'euros

### Agriculture biologique
L'agriculture biologique (label AB, basé sur le cahier des charges national français) à La Réunion est un secteur d'activité récent, qui connaît un développement et une progression constante. La surface totale brute occupée par l'agriculture biologique réunionnaise et de plus de 200 ha en 2009 et représente 0,3 % de la SAU totale. Ce chiffre reste très insuffisant comparé a l'objectif fixé en 2007 par le plan d'action "Agriculture biologique: objectif 2012", prévoyant 6 % de la SAU en bio en 2010.
Sources: Chambre d'agriculture de La réunion, PRPV

#### Les exploitations
La Réunion compte 3400 agriculteurs en 2009 : Zone Nord/Nord-Est : cinq agriculteurs et deux entreprises de transformation ; Zone Ouest : 1200 agriculteurs ; Zone Sud : 1500 agriculteurs. Les exploitations biologiques sont de petites tailles (entre 2 et 5 ha) et concernent principalement le maraîchage et l'arboriculture. Des animaux sont également élevés pour assurer une autonomie en fertilisant.

#### Commercialisation
La filière Bio réunionnaise s'organise peu à peu. Les principaux canaux de vente demeurent les marchés forains, les AMAP, magasins spécialisés... mais ils restent peu développés. La livraison de paniers sur l'île, comme l'ARMPAS, se fait en fonction des affinités des producteurs mais il n'existe pas encore de réseaux réellement intégrés. Absent de l'Est de l'île, ce système se développe peu à peu sur la côte Ouest, plus touristique.

#### Acteurs
- GAB Réunion : Groupement des Agriculteurs Biologiques, créé en 2005
- L’AVAB : Association pour la Valorisation de l’Agriculture Biologique
- Nature et Progrès Réunion
- APPROBIO : commandes groupées d'intrants bio (Aliments bétail, amendement, semences...)
- Chambre d'agriculture de La réunion : Appui technique et administratif d'un technicien BIO (1 salarié pour l'ensemble de la filière)
- L'Armeflhor : 1 équipe complete sur un programme d'expérimentation BIO depuis 2009
- Le CIRAD : Projet GAMOUR et PROCABA
- AREC, Association pour le Respect de l Environnement et du Cadre de vie (gestion et animation du marché Solidari'Terre, associatif)

Organismes certificateurs :
- ECOCERT

1 rue Eugène Dayot 97480 St Joseph
- OCTROI

BP 10 10 chemin des Brancouliers 97435 St Gilles les Hauts

#### Aides et subventions
- Aides à l’investissement

Dans le cadre des aides du  FEADER, les exploitations bio bénéficient d'une bonification financière de 10 % par rapport aux pratiques conventionnelles. (Aide à la mécanisation, culture sous abris, aide à la plantation de certaines cultures)
- Le crédit d’impôt Bio

Les agriculteurs Bio bénéficient d’un dispositif « crédit d’impôt », depuis 2005. Forfait de 1 200 €/exploitation certifiée BIO + 200 €/ha cultivé, plafond à 2 000 €.
- Les Mesures Agri Environnementales (MAE) - non cumulable avec le crédit d'impôt
  - MAE conversion à l’AB (MAE CAB) : aide incitative qui permet de combler la perte du chiffre d'affaires de l'exploitation durant la conversion vers l’AB. Les aides sont versées annuellement, pendant les 5 ans de l’engagement. Ordre de grandeur (400 à 900 €/ha)
  - MAE maintien à l’AB (MAE MAB): aide visant à maintenir le potentiel de production biologique. Elle est destinée aux agriculteurs Biologiques, pour les parcelles déjà converties. Le bénéficiaire la reçoit annuellement, pendant les 5 années de l'engagement.

Ordre de grandeur (300 à 600 €/ha)
- Aide de l'état : le programme sectoriel Bio 2008-2010. Des actions sont financées par l’ODEADOM :
  - Un programme expérimentation et recherche porté par un partenariat GAB/Chambre d’Agriculture/Cirad et Armeflhor (2008-2010 : 414 000 €)
  - Étude de faisabilité d'une plate forme de compostage Bio. Un cahier des charges rédigé par la Chambre d’Agriculture est en cours de validation par le service des études de l’ODEADOM (budget : 20 000 €)

#### Les infrastructures hydro-agricoles
- Irrigation du Littoral Ouest
- Périmètres hydro-agricoles du Bras de la Plaine et du Bras de Cilaos, sud de l'île[1].
- Périmètre hydro-agricole de Champ Borne, St-André